# HD 88981
HD 88981 är en ensam stjärna i den mellersta delen av stjärnbilden Kölen, som också har Bayer-beteckningen variabelbeteckningen M Carinae. Den har en skenbar magnitud av ca 5,15 och är svagt synlig för blotta ögat där ljusföroreningar ej förekommer. Baserat på parallax enligt Gaia Data Release 2 på ca 10,5 mas, beräknas den befinna sig på ett avstånd på ca 310 ljusår (ca 95 parsek) från solen. Den rör sig närmare solen med en heliocentrisk radialhastighet på ca -15 km/s.

## Egenskaper
HD 88981 är en vit till blå jättestjärna av spektralklass kA8 mF4 III, som anger att den har absorptionslinjer av kalcium-K, yttemperaturen hos en stjärna av spektraltyp A8 och metallinjerna hos en utvecklad jätte av spektraltyp F, som just har uttömt fusionen av väte i dess kärna. Den har en massa som är ca 2,1 solmassor, en radie som är ca 4,5 solradier och har ca 63 gånger solens utstrålning av energi från dess fotosfär vid en effektiv temperatur av ca 7 700 K.